# فريازينو
فريازينو (بالروسية: Фрязино) هي إحدى مدن روسيا في الكيان الفدرالي الروسي موسكو أوبلاست.

## أعلام
- ألكسندر نيكولايفيتش بالاندين
- ستانيسلاف بيتروف